# Battaglia del fiume Yalu (1904)
La battaglia del fiume Yalu, (鴨緑江会戦 (Ōryokkō Kaisen?),in russo Бой на реке Ялу?) fu il primo grande scontro terrestre della guerra russo-giapponese, combattuta sulle rive del fiume Yalu, vicino al villaggio di Sinŭiju al confine tra la Corea e la Cina dal 30 aprile 1904 al 1º maggio 1904.

## Antefatti
Il successo della Marina imperiale giapponese nel bloccare la flotta russa a Port Arthur e nell'assicurarsi il porto di Chemulpo permise all'Esercito imperiale giapponese di far sbarcare la 1ª Armata al comando del maggior generale Kuroki Tamemoto in Corea. Questa avanzò rapidamente, senza incontrare opposizioni significative verso nord da Chemulpo (l'odierna Incheon) e le prime unità dell'avanguardia entrarono in Pyongyang il 21 febbraio 1904 e ad Anju il 18 marzo 1904. Facendo tesoro dell'esperienza in logistica e trasporto della prima guerra sino-giapponese l'esercito giapponese assunse circa 10 000 lavoratori locali con paghe al di sopra di quelle normali come trasportatori, pagando anche per il cibo e i rifornimenti requisiti localmente.
Il 21 aprile 1904 la 1ª Armata giapponese aveva raggiunto la sponda meridionale dello Yalu e stava concentrandosi a sud di Sinŭiju, nelle stesse posizioni che aveva occupato nell'agosto 1894 durante la prima guerra sino giapponese.  I piani formulati prevedevano che la 1ª Armata attraversasse lo Yalu il 30 aprile ed avanzasse fino a Tangshancheng (posta tra Antung e Fenghuangcheng), oltre il fiume Yalu e di attendere quindi il completamento dello sbarco della 2ª Armata, con cui avrebbe dovuto operare congiuntamente. A causa di un ritardo nelle operazioni di sbarco della 2ª Armata fu richiesto al generale Kuroki di spostare la data dell'attraversamento dello Yalu al 3 maggio, ma questi insistette che le condizioni erano ideali e ricevette il permesso di proseguire con il programma iniziale.
La strategia del comandante dell'Esercito imperiale russo nell'estremo oriente, generale Aleksej Kuropatkin era di ingaggiare l'esercito giapponese solo in azioni di temporeggiamento, in attesa che arrivassero sufficienti rinforzi attraverso la ferrovia transiberiana per poter assumere l'offensiva. Secondo le sue stime sarebbero occorsi almeno sei mesi per raggiungere un livello di forza sufficiente. Aveva anche ricevuto ordini vincolanti di non rallentare l'avanzata giapponese in Corea dal viceré Evgenij Alekseev, ma di resistere sulla linea del fiume Yalu per impedire ai giapponesi di entrare in Manciuria.
Il 22 aprile 1904 Kuropatkin inviò il "Distaccamento orientale" al comando del tenente generale Michail Zasulič con l'ordine di rallentare l'avanzata dell'esercito giapponese sulle sponde nord del fiume. Comunque questa forza era dispersa su un fronte di 170 miglia, mentre l'esercito giapponese poteva scegliere il punto in cui concentrare i suoi attacchi.

## Terreno

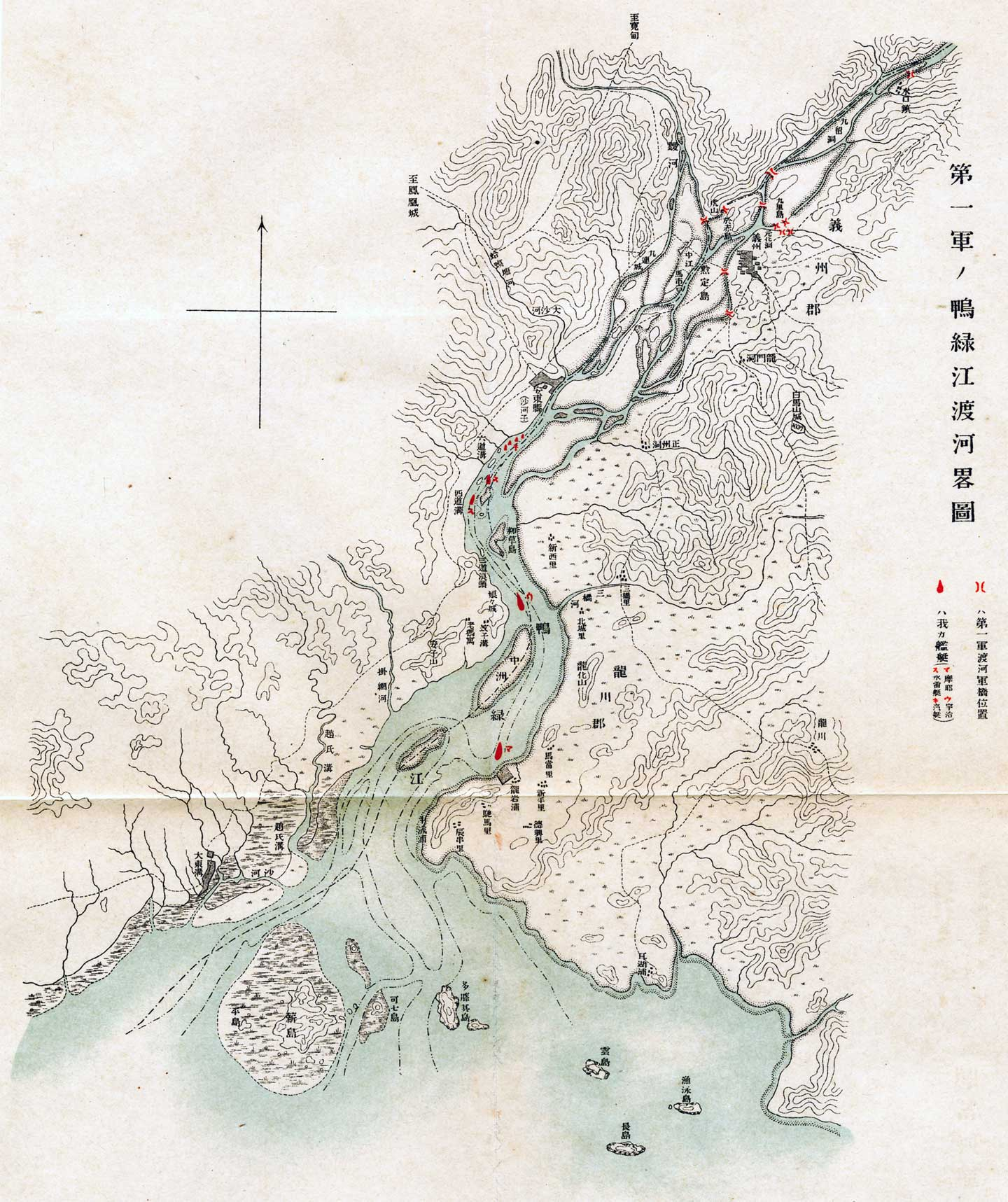
Mappa giapponese della battaglia

I combattimenti avvennero nella zona del fiume Yalu, che segna il confine tra Corea e la Cina. Il fondo della valle in cui scorre il fiume è piatto e ormai prossimo alla foce si allarga notevolmente dividendosi in numerosi rami e formando diverse isole, piane e con scarsa vegetazione, che offre poca copertura. Sul lato coreano si trova la città di Sinŭiju, dove si concentrarono le forze giapponesi, mentre sul lato opposto del fiume si trova a due miglia dalla riva Chuliencheng, costruita su un gruppo di piccole colline dove aveva sede il quartier generale russo.
Poco a monte di Sinŭiju il fiume Ai si congiunge allo Yalu e nel punto di congiunzione il terreno si innalza in un'altura chiamata "Collina della Tigre" lunga mezzo miglio e alta circa 150 m, che offre un'ampia visibilità sulla zona circostante e scherma la zona superiore del fiume, rivestendo pertanto una grande importanza tattica, dato che avrebbe potuto permettere all'artiglieria russa di impedire il guado del fiume di giorno, mentre il suo possesso avrebbe permesso ai giapponesi di attraversare lo Yalu schermati dalle forze russe più a valle.
La vallata in cui scorre lo Yalu è piatta e larga da 2500 a 3000 m a monte di Sinŭiju, quindi si allarga a 4500-7000 m. Il fiume non è attraversato da ponti e fino all'altezza di Sinŭiju il suo ramo principale è largo circa 300 m, quindi si allarga a 400/450 m, senza che sia guadabile in alcun punto. L'Ai invece è in genere guadabile.
Le alture sul lato russo si trovano a circa 1 km dal piano su cui scendono scoscese, sono allineate da sud-est a nord-ovest, con un'altezza media di circa 100 m rispetto alla vallata del fiume e hanno fianchi scoscesi e cime ristrette Sono quindi inadatte per appostare artiglierie o grossi forze di fanteria sulle sommità. Sette miglia a valle di Chuliencheng si trova la città di Antung, a cui è collegata da una strada che scorre in uno dei valloni tra le alture. All'altezza di Antung il fiume è abbastanza profondo da permettere la navigazione a vascelli di pescaggio moderato. Questo faceva temere i russi temevano che sarebbe stato sfruttato dai giapponesi per sbarcare le loro forze.
Tra lo Ai e lo Yalu si elevano i monti Kosan, di cui l'altura della Collina della Tigre costituisce un'appendice. Questi monti raggiungono i 200 m di altezza rispetto alla vallata dei fiumi, con versanti ripidi e rocciosi, privi di strade e quindi difficili da percorrere.
Sul lato giapponese corrono basse colline che raggiungono i 40-60 m di altezza e dall'andamento più dolce.
I russi avevano fortificato con trincee la base delle colline, senza però fare tentativi di camuffarle, pertanto erano visibili dalla sponda opposta del fiume, così come le loro postazioni di artiglieria

## Forze in campo
Disposizione delle forze russe:
- Ad Antung (moderna Dandong) si trovavano al comando del maggior generale Kashtalinski 2580 fanti, 400 scout a cavallo, 16 cannoni da campo e 8 mitragliatrici,
- Tientzu una riserva di 5200 fanti e 16 cannoni
- A Chuliencheng al comando del maggior generale Trusov 5200 fanti, 240 esploratori a cavallo e 16 cannoni
- Sul fianco destro tra la foce dello Yalu fino a Takushan, al comando del maggior generale Miščenko erano schierati 1100 cavalieri, 2400 fanti, 8 cannoni da campo e 6 cannoni ippotrainati
- Sul fianco sinistro schierati da Anpingho fino a Hsiapuhsiho (40 miglia a monte lungo lo Yalu): 1250 cavalieri, 1100 fanti e 8 cannoni da montagna.

## Svolgimento del conflitto

Mappa dello scontro

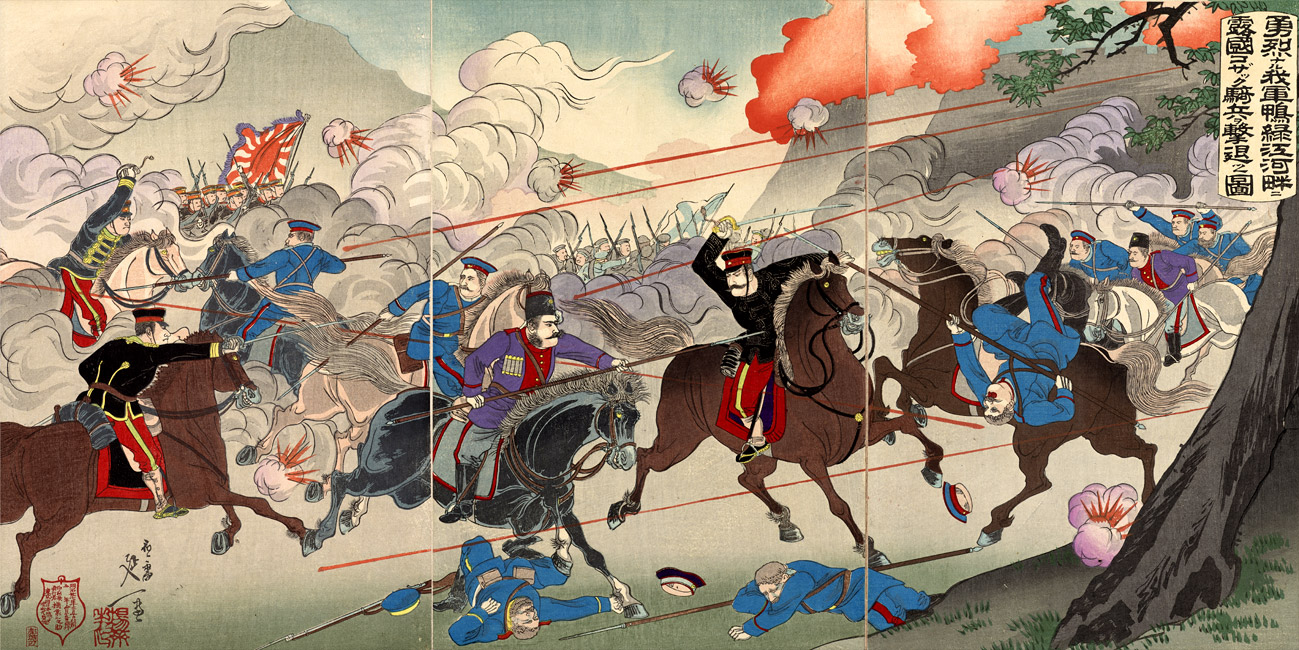
"Pittura dei nostri valorosi militari che respingono la cavalleria cosacca russa sulle rive del fiume Yalu" di Watanabe Nobukazu (1874-1944), marzo 1904.

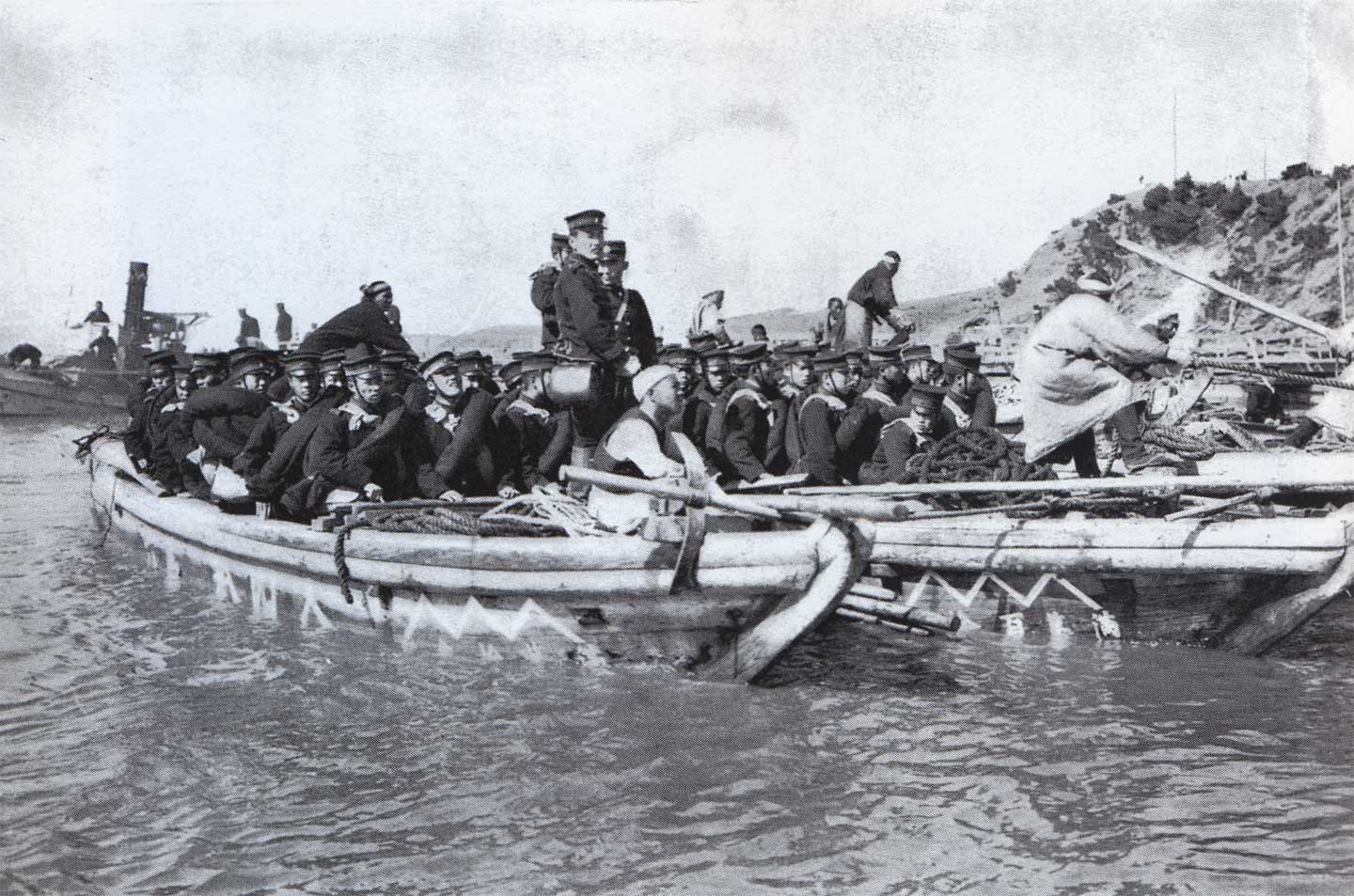
Truppe giapponesi sbarcano a Namp'o.

### Preludio
Le spie e gli esploratori giapponesi avevano osservato le posizioni russe, in alcuni casi travestendosi da pescatori coreani, raccolsero per il 23 aprile i giapponesi conoscevano con un errore minimo la disposizione e le caratteristiche delle posizioni difensive russe nella zona di Antung. Al contrario i russi non fecero sforzi per scoprire la posizione e l'entità delle forze giapponesi, inoltre questi schermarono le loro posizioni dietro alberi e barriere di kaoliang, un tipo di miglio che cresce fino a 3/4 metri di altezza.
Per poter raccogliere informazioni anche sulla parte superiore dello Yalu e dell'Ai, il generale Kuroki ordinò l'occupazione delle isole di Kyuri, Oseki e Kintei. Alle 19:45 del 25 aprile 1904 due battaglioni della 2ª Divisione giapponese usarono i pontoni per attraversare il fiume e occupare l'isola Kintei, alle 4:00 le forze della Divisione della Guardia inviate sull'isola Kyuri furono ingaggiate dai russi, che furono forzati a ritirarsi e che abbandonarono anche Kintei e il promontorio della Testa della Tigre. Per appoggiare queste operazioni fu anche ordinati degli attacchi diversivi da parte delle cannoniere e siluranti al largo di Antung, che attirarono l'attenzione dei russi e attirando il loro fuoco di artiglieria rivelarono la posizione delle batterie.
Il genio giapponese stabilì che sarebbero stati necessari dieci ponti per l'attraversamento del fiume, di questi ne avevano già disponibili un terzo, costruiti con pontoni componibili realizzati in acciaio sottile, mentre i rimanenti furono preparati con risorse locali. Inoltre per distrarre i russi i giapponesi iniziarono a costruire un ponte composto da barche sullo Yalu in piena vista delle posizioni avversarie, mentre i ponti che sarebbero stati realmente utilizzati furono preparati di nascosto in posizione rapidamente per un rapido assalto attraverso il fiume. Il ponte civetta attirò inoltre il fuoco di artiglieria russo, le cui batterie furono prese di mira da quelle giapponesi man man che rivelavano la propria posizione

### La battaglia principale
Il 29 aprile la 12ª Divisione posizionata sul fianco destro ricevette l'ordine di attraversare lo Yalu a Sukuchin, i genieri iniziarono i lavori di costruzione dei ponti sotto il fuoco di copertura di tre batterie piazzate a Chukyuri e per le 11 del mattino elementi avanzati dell'Armata iniziarono l'attraversamento e per le due del pomeriggio un battaglione aveva già attraversato il fiume. La Divisione della Guardia al centro si preparava per l'attraversamento sulle isole di Kyuri e Oseki, mentre la 2ª Divisione era posizionata sul fianco sinistro
Zasulič pressato da una parte dai continui dispacci di istruzioni di Kuropatkin e distratto dall'altra dal movimento di una flottiglia giapponese al largo di Antung, ritenne le notizie dei movimenti giapponesi una finta e un primo ordine di inviare rinforzi ad Anpingho fu primo ritardato e poi annullato il 30 aprile. Per mostrare di aver fatto qualcosa inviò comunque nel pomeriggio del 29 aprile un battaglione del 22º Fucilieri della Siberia Orientale a rioccupare la Collina della Tigre, che i giapponesi abbandonarono in buon ordine ritirandosi sull'isola di Kyuri, la posizione fu comunque nuovamente abbandonata dai russi il giorno dopo, per timore di essere accerchiati dalle forze giapponesi avanzanti.
Il 30 aprile l'artiglieria giapponese, ben piazzata nascosta e mimetizzata neutralizzò il fuoco delle batterie russe, che al contrario non avevano fatto alcuno sforzo per nascondersi ed erano ben visibili dalla sponda opposta del fiume. Nella notte mentre la 12ª Divisione proseguiva la sua marcia fino al fiume Ai, la 2ª Divisione e la Divisione della Guardia attraversarono silenziosamente il fiume, aiutati oltre che dall'oscurità, dal cielo coperto e dalla nebbia.
La 2ª Divisione prese posizione al centro, avanzando sulle nuove strade rialzate lungo gli argini, che partivano da Sinŭiju, cogliendo i russi in una manovra a tenaglia nel villaggio di Chuliengcheng, sul lato mancese del fiume, di fronte a Sinŭiju. Per le 10:00 i russi erano in ritirata inseguiti dai giapponesi che tentavano di bloccare la loro ritirata verso Fenghuangcheng a nord.
Alla luce di questi sviluppi il generale Zasulič venne fortemente incoraggiato dal suo staff di ritirarsi su posizioni più difendibili. Comunque il generale rifiutò testardamente di ritirarsi, inviando anche un telegramma allo zar Nicola II, informandolo che la vittoria era prossima e decidendo di ignorare gli ordini di ritirata di Kuropatkin (come confermato dal generale V.V. Sakarov, capo di stato maggiore di Kuropatkin).
Il piano del generale Kuroki era stato di continuare l'avanzata della 12 Divisione per accerchiare il fianco sinistro dei russi. Comunque una volta che l'artiglieria nemica era stata neutralizzata decise per un assalto simultaneo della Divisione della Guardia e della 2ª Divisione. A questo punto i russi incontrarono la prima seria resistenza. L'avanzata della 2ª Divisione fu temporaneamente arrestata e se i russi avessero avuto ancora dell'artiglieria disponibile il risultato della battaglia potrebbe essere stato diverso. Infine i russi furono costretti ad abbandonare le proprie trincee subendo gravi perdite e a ritirarsi sulla cima delle colline, sulle posizioni su cui i consiglieri di Zasulič gli avevano in precedenza suggerito. Durante la ritirata un contrattacco russo del 12º Reggimento di fucilieri della Siberia Orientale fu massacrato dai giapponesi, aprendo ulteriori brecce nei ranghi russi.
Le posizioni russe erano ormai completamente compromesse e le formazioni rimanenti erano in pericolo di essere circondate. Il generale ricevette l'ordine di ritirarsi. L'11º Reggimento di fucilieri della Sibera Orientale fu isolato dai giapponesi e soffrì gravi perdite nel ritirarsi e ricongiungersi alle altre forze russe. Alla comparsa della 12ª Divisione giapponesi il fianco sinistro russo collassò cedendo al panico.
Per le 17:30 del 1º maggio 1904 i resti del Distaccamento russo orientale si erano arresi o ritirati verso Fenghuangcheng al nord, terminando la battaglia del fiume Yalu.

## Risultato
La battaglia terminò con una vittoria giapponese. I giapponesi subirono 1036 morti o feriti, i russi complessivamente 2700 morti o feriti, 21 cannoni, otto mitragliatrici e 19 carri carichi di munizioni.

## Conseguenze
La battaglia del fiume Yalu fu il primo significativo scontro terrestre della guerra russo-giapponese, la sconfitta del distaccamento russo orientale rimosse la convinzione che i giapponesi sarebbero stati un nemico facile e che la guerra sarebbe terminata rapidamente con una sopraffacente vittoria russa.